# Izlazeće sunce (film)
Izlazeće sunce (eng. Rising Sun) je američki kriminalistički triler iz 1993. Temeljen je na istoimenom romanu Michaela Crichtona iz 1992. godine. Film je režirao Philip Kaufman, koji je također napisao scenarij s Michaelom Crichtonom i Michaelom Backesom. U njemu glume Sean Connery (koji je također bio izvršni producent) i Wesley Snipes u glavnim ulogama. Među ostalim članovima glumačke postave ističu se Harvey Keitel, Tia Carrere i Cary-Hiroyuki Tagawa.

## Radnja
Tijekom gala svečanosti u novootvorenom sjedištu Nakamota u Los Angelesu, japanskog keiretsua, djevojka Cheryl Lynn Austin pronađena je mrtva, očito nakon nasilnog seksualnog odnosa. Poručnik LAPD-a Webster "Web" Smith i John Connor, bivši policijski kapetan i stručnjak za japanska pitanja, poslani su da djeluju kao veza između japanskih rukovoditelja i istražitelja, Smithovog bivšeg partnera Toma Grahama. Tijekom početne istrage, Connor i Smith pregledavaju snimke nadzornih kamera i shvaćaju da jedan od diskova nedostaje.
Smith i Connor sumnjiče Eddieja Sakamuru, Cherylina dečka i agenta Nakamoto rivala, da ju je ubio, te ga ispituju na kućnoj zabavi. Sakamura obeća Connoru nešto donijeti, a Connor ga nevoljko pusti nakon što mu oduzme putovnicu. Ishihara, Nakamotov zaposlenik kojeg je Connor prethodno ispitivao, donosi nestali disk na kojem se jasno vidi kako Sakamura ubija Cheryl. Graham i Smith predvode SWAT napad na Sakamurinu kuću. Pokušava pobjeći u sportskom automobilu Vector W8, ali on doživi nesreću i pogine.
Smith saznaje da ga je Sakamura pokušao kontaktirati u vezi nestalog diska, pa on i Connor odnesu disk stručnjakinji, bivšoj Connorovoj djevojci Jingo Asakumi, koja otkriva da je disk digitalno izmijenjen kako bi implicirao Sakamuru.
Nakamoto je usred osjetljivih pregovora o akviziciji američke tvrtke poluvodiča, a senator John Morton, gost na zabavi, naglo mijenja svoj stav o prijedlogu zakona koji bi spriječio spajanje. Sumnjajući da je njegova iznenadna promjena na neki način povezana s ubojstvom, Connor i Smith pokušavaju ga intervjuirati u njegovom uredu za kampanju, ali bez uspjeha. Po povratku u Smithov stan, dvojac nalazi Sakamuru živog i zdravog. Otkriva da ga je tog dana pratio Tanaka, Nakamotov sigurnosni agent koji je pokušavao locirati originalni disk. Ne želeći da ga se vidi sa Sakamurom, Tanaka je ukrao njegov sportski auto i počinio samoubojstvo tako što ga je razbio. Sakamura daje Connoru originalni disk, ali prije nego što ode, dolazi poručnik Graham s Ishiharom. Sakamura je ubijen u borbi protiv Ishiharinih ljudi, a Smith je upucan i ostavljen da umre, preživjevši samo zahvaljujući pancirnom prsluku.
Nakon što je ispitan, Smith je pušten na plaćeni dopust zbog tekuće istrage ranijih optužbi za korupciju. On se ponovno sastane s Connorom i Jingom, te njih troje gledaju izvornu snimku nadzorne kamere, koja prikazuje senatora Mortona kako izvodi erotsko gušenje Cheryl. Lažno vjerujući da ju je ubio, Morton mijenja svoj stav o nacrtu zakona kako bi ostao u Nakamotovoj milosti. Nakon što je izašao iz sobe za sastanke, snimka pokazuje još jednu osobu kako prilazi i ubija Cheryl davljenjem.
U nadi da će izvući ubojicu, Connor i Smith faksiraju Mortonu fotografije snimke koje pokazuju njegovu umiješanost u ubojstvo. Morton kontaktira Ishiharu, otkrivajući da je izvršni direktor umiješan u zataškavanje, a zatim Morton počini samoubojstvo. Connor, Smith i Jingo prekidaju pregovore o spajanju kako bi predsjedniku Nakamotu Yoshidi pokazali snimke nadzorne kamere. Bob Richmond, američki odvjetnik koji radi za Nakamota, otkriva da je on pravi ubojica i pokušava pobjeći, ali prilikom bijega naleti na prijatelje Eddieja Sakamure koji ga ubiju.
Yoshida tvrdi da su on i njegovi kolege nevini, te protjera Ishiharu na kancelarijski posao u Japan. Dok Smith vozi Jingo kući, ona baca sumnju na to je li Richmond stvarno ubojica ili je jednostavno preuzeo odgovornost da zaštiti nekoga na višem položaju u tvrtki.

## Proizvodnja

### Razvoj i pisanje
Michaelu Crichtonu plaćeno je milijun dolara za prava na ekranizaciju njegovog romana, a također je angažiran da zajedno s Michaelom Backesom napiše scenarij. Nakon što je dostavio vjernu skicu, studio 20th Century Fox zatražio je prepravku. Crichton je tada ušao u spor s redateljem Philipom Kaufmanom, koji je tražio pet zasebnih prerada. Crichton također nije bio za odluku Kaufmana i Joea Rotha da postave Wesleyja Snipesa za protagonista, mijenjajući rasu lika iz bijele u afroameričku. Crichton je tvrdio: ”U filmu o američko-japanskim odnosima, ako uvedete nekoga tko je crnac, uvodite još jedan aspekt zbog napetosti između crnaca i Japanaca.”
Kaufman je završio s pisanjem, a David Mamet također je isporučio nacrt. Kaufman je pokušao dobiti zaslugu jedinog scenarista, ali je arbitraža Ceha pisaca odlučila da njegov doprinos nije dovoljan da se Crichtonu i Backesu odbije priznanje. S obzirom na to da je Kaufman imao sklonost dugim filmovima, Fox ga je ugovorom obvezao isporučiti film u trajanju od dva sata, s kašnjenjima u montaži koja su pomicala datum izlaska filma naprijed. Rising Sun je u potpunosti snimljen u Los Angelesu u Kaliforniji.

## Recepcija

### Blagajna
Rising Sun je objavljen 30. srpnja 1993. u 1510 kina diljem SAD-a. U prvom vikendu zaradio je 15.195.941 dolara (24,1% ukupne zarade). Tijekom prikazivanja u kinima, film je zaradio 63,179,523 dolara (58,9%) u SAD-u i 44,019,267 dolara (41,1%) u inozemstvu, te ukupno 107,198,790 dolara širom svijeta. Film je proveo šest tjedana u Top 10.

### Kritički odgovor
Na web stranici Rotten Tomatoes, film ima ocjenu odobravanja od 33% na temelju 40 recenzija, s prosječnom ocjenom 5,1/10. Na Metacriticu, Rising Sun ima rang 56 od 100 na temelju 24 kritičara, što ukazuje na "mješovite ili prosječne kritike". Publika koju je anketirao CinemaScore dala je filmu prosječnu ocjenu "B" na ljestvici od A+ do F.
Owen Gleiberman iz Entertainment Weeklyja nagradio je film ocjenom "C+".
Richard Schickel iz časopisa Time napisao je: "Strasti bestselera bile su neumjesne, ali ublažavajući ih, adaptacija postaje bljutava".
Stanley Kauffmann iz New Republica napisao je o Rising Sunu "navodnom trileru o japanskom korporativnom lutanju u LA-u koji krivuda i prelazi vlastiti trag toliko često da je vrtoglavo zamoran mnogo prije kraja."
U vrijeme izlaska filma izazvao je neke kontroverze i prosvjede Amerikanaca azijskog podrijetla, uključujući Guya Aokija i druge predstavnike Media Action Network for Asian Americans (MANAA), koji su smatrali da film demonizira azijske ljude.